# 1830
Промислова революція •  Російська імперія •  Національно-визвольні рухи • Робітничий рух

## Геополітична ситуація
У Росії править імператор Микола I (до 1855). Російській імперії належить більша частина України, значна частина Польщі, Грузія, Закавказзя, Фінляндія, Аляска. Україну розділено між двома державами — Королівство Галичини та Володимирії належить Австрії, Правобережжя, Лівобережжя та Крим — Російській імперії. Задунайська Січ під протекторатом Османської імперії припинила існування.
В Османській імперії править султан Махмуд II (до 1839). Під владою османів перебувають Близький Схід та Єгипет, Середземноморське узбережжя Північної Африки, Болгарія і Сербія. Васалами османів є Волощина та Молдова. Грецька революція завершилася незалежністю Греції.
Австрійську імперію очолює Франц II (до 1835). Вона охоплює, крім власне австрійських земель, Угорщину з Хорватією, Трансильванію, Богемію, Північну Італію. Король Пруссії — Фрідріх-Вільгельм III (до 1840). Баварське королівство очолює Людвіг I (до 1848). Австрія, Пруссія, Баварія та інші німецькомовні держави об'єднані в Німецький союз.
У Франції короля Карла X змінив Луї-Філіпп I (до 1848). Франція має колонії в Карибському басейні, Південній Америці та Індії. На троні Іспанії сидить Фернандо VII (до 1833). Королівству Іспанія належать частина островів Карибського басейну, Філіппіни. Королі Португалії — Мігел I (до 1834). Португалія має володіння в Африці, в Індії, в Індійському океані й Індонезії.
У Великій Британії короля Георга IV змінив Вільгельм IV (до 1837). Британія має колонії в Північній Америці, на Карибах та в Індії. Королівство Нідерланди очолює Віллем I (до 1840). Бельгія виділилася в окреме королівство. Король Данії та Норвегії — Фредерік VII (до 1863), на шведському троні сидить Карл XIV Юхан Бернадот (до 1844). Італія розділена між Австрією та Королівством Обох Сицилій. Існує Папська держава з центром у Римі.
У Латинській Америці існують незалежні Об'єднані провінції Ріо-де-ла-Плати, Уругвай, Велика Колумбія, Еквадор, Мексика, Центральноамериканська федерація, Болівія. У Бразильській імперії править Педру I (до 1834). Сполучені Штати Америки займають територію частини колишніх британських колоній та купленої у Франції Луїзіани. Посаду президента США обіймає Ендрю Джексон. Територія на півночі північноамериканського континенту належить Великій Британії, вона розділена на Нижню Канаду та Верхню Канаду, територія на півдні та заході континенту належить Мексиці.
В Ірані при владі Каджари. Британська Ост-Індійська компанія захопила контроль майже над усім Індостаном. У Пенджабі існує Сикхська держава. У Бірмі править династія Конбаун, у В'єтнамі — династія Нгуєн. У Китаї володарює Династія Цін. У Японії триває період Едо.

## Події

### В Україні
- У Севастополі спалахнув чумний бунт.
- Листопадове повстання у Правобережній Україні стало частиною польського повстання.
- У Бердянську відкрився торговельний порт.

### У світі
- 3 лютого Велика Британія, Франція та Росія підписали Лондонський протокол, яким встановлювалася повна незалежність Греції.
- 28 березня перемогою нідерландських колонізаторів завершилася Яванська війна.
- 13 травня Еквадор відділився від Великої Колумбії.
- 28 травня Конгрес США прийняв Закон про переселення індіанців.
- 26 червня Вільгельм IV змінив Георга IV на троні Великої Британії.
- 5 липня французькі війська увірвалися в Алжир — почалася епоха Французького Алжиру.
- Липнева революція у Франції:
  - 26 липня король Карл X оприлюднив Липневі ордонанси, що викликали народне обурення.
  - 27 — 29 липня народ вийшов на барикади, частина армії перейшла на його бік.
  - 2 серпня Карл Х відрікся від трону, а 16 серпня утік з країни.
  - 9 серпня палата депутатів обрала королем Луї-Філліпа Орлеанського — встановилася Липнева монархія.
- 25 серпня почалася Бельгійська революція — проголошено незалежність від Нідерландів.
- У листопаді спалахнуло польське національно-визвольне повстання.
- 22 листопада прем'єр міністром Великої Британії став Чарлз Ґрей від партії вігів.

### У суспільному житті
- Відкрилося перше в світі міжміське залізничне сполучення між Манчестером та Ліверпулем.
- Винайдено швацьку машинку.
- Запатентовано газонокосарку.

### У науці
- Йоганн Генріх фон Медлер та Вільгельм Бер створили перший глобус планети Марс.
- Чарлз Белл опублікував книгу «Нервова система людського тіла».
- Чарльз Лаєлл почав публікацію книги «Принципи геології».

### У мистецтві

- Джозеф Сміт опублікував «Книгу Мормона».
- Стендаль видав «Червоне і чорне».
- Оноре де Бальзак видав повість «Гобсек».
- Ектор Берліоз написав Фантастичну симфонію.
- Фредерик Шопен створив Концерт № 1 для фортепіано з оркестром.
- Ежен Делакруа написав картину «Свобода, що веде народ».

## Народились
Див. також Категорія:Народились 1830
- 24 травня — Саврасов Олексій Кіндратович, російський живописець-пейзажист.
- 10 липня — Каміль Піссарро, французький художник-імпресіоніст.
- 18 серпня — Франц-Йозеф (Франц Йосиф I), імператор Австро-Угорської Імперії.
- 8 вересня — Фредерік Містраль, французький поет
- 15 вересня — Порфіріо Діас, президент та диктатор Мексики (пом. 1915).

## Померли
Див. також Категорія:Померли 1830